# I Wanna Dance with Somebody (Who Loves Me)
I Wanna Dance With Somebody (Who Loves Me) – utwór amerykańskiej piosenkarki Whitney Houston wydany w 1987 jako pierwszy, główny singiel z drugiego albumu studyjnego artystki pt. Whitney (1987). Autorami piosenki są George Merrill i Shannon Rubicam, a za jej produkcję odpowiadał Narada Michael Walden.
Singiel dotarł do pierwszego miejsca wielu światowych list przebojów, m.in. w USA, Kanadzie, Wielkiej Brytanii, Belgii, Holandii, Niemczech, Norwegii, Nowej Zelandii, Szwajcarii i Szwecji.
Utwór zapewnił twórcom nagrodę Grammy za najlepszy wokalny występ kobiecy pop.
Jeszcze w 1987 r. utwór doczekał się czeskiego coveru w wykonaniu Heleny Vondráčkovej pt. Mám nový vůz (z tekstem Lucii Stropnickiej).